# 부귀로
부귀로(Bugwi-ro)는 강원특별자치도 원주시 부론면 에서  원주시 귀래면 귀래사거리를 잇는 도로이다.

## 주요 경유지
강원특별자치도
- 원주시 (부론면 . 귀래면)

## 노선
| 이름          | 접속 노선                        | 소재지        | 소재지        | 비고          |
| 견훤로와 직결 | 견훤로와 직결                    | 견훤로와 직결 | 견훤로와 직결 | 견훤로와 직결 |
| ------------- | -------------------------------- | ------------- | ------------- | ------------- |
| (이름없음)    | 법천시장길                       | 원주시        | 부론면        |               |
| 법천삼거리    | 국가지원지방도 제49호선 (앙암로) | 원주시        | 부론면        |               |
| 법천교        |                                  | 원주시        | 부론면        |               |
| 법천 교차로   | 부론로                           | 원주시        | 부론면        |               |
| 자작 교차로   | 금박골길                         | 원주시        | 부론면        |               |
| 자작고개      |                                  | 원주시        | 부론면        |               |
| 정산1 교차로  | 정산로                           | 원주시        | 부론면        |               |
| 정산2 교차로  | 부론로                           | 원주시        | 부론면        |               |
| 정산교        |                                  | 원주시        | 부론면        |               |
| 염태고개      |                                  | 원주시        | 부론면        |               |
| (이름없음)    | 지방도 제599호선 (덕은로)        | 원주시        | 부론면        |               |
| 단강교        |                                  | 원주시        | 부론면        |               |
| (이름없음)    | 사기막길                         | 원주시        | 부론면        |               |
| 소라개고개    |                                  | 원주시        | 귀래면        |               |
| 운남교        |                                  | 원주시        | 귀래면        |               |
| 귀래사거리    | 지방도 제404호선 (북원로)        | 원주시        | 귀래면        |               |
| 운남길과 직결 |                                  |               |               |               |

## 주요 시설및 건물
- 부론중학교 (부귀로 35/법천리 1442)
- 원주금융회계고등학교 (부귀로 35/법천리 1442)